# 2023年6月中國大陸

## 6月1日
- 該日下午，江西省南昌市南昌县高新區江西工業職業技術學院瑤湖校區一名學生在學校餐廳用餐時，吃到黑色異物，異物有鬍鬚和2顆門牙，疑似為老鼠頭，該部影片在網上引起譁然[1]。3日晚间，該学院官方微博发布情况通报，称饭菜中的异物，经当事人确认为鸭脖。3日晚间11時，該学院的新媒体中心主任何莹在該群組發通知对学生說大家积极点贊和評論对学校有效，底下发“評論文案参考”；结果該学院微博上的评论跟該模板一样，时间也很接近。該市市場監管局於該日已派人拿去檢測機構，4日檢驗結果為“鴨脖”[2][3][4]。8日中午，该学院一名学生于该食堂一楼用餐时，在青菜里吃到大青虫[5]。10日，江西省教育厅、公安廳、國資委、市場監督管理局等部門成立「江西工職院『6·1』食品安全事件」聯合調查組調查該事件[6][7][8]。17日，联合调查组公布调查结果，判定异物为老鼠类啮齿动物的头部。該市市场监督管理局已吊销該食堂食品经营许可证，对涉事企业和法定代表人顶格处罚[9][10]。

## 6月4日
- 上午6时许，四川省乐山市金口河区永胜乡鹿儿坪国有林场发生山体垮塌[11]，造成19人死亡[12]。

## 6月5日
- 上午7時40分許，廣東省汕頭市金平區龍眼南路一間快餐店發生煤氣爆炸事故，造成1人死亡、6人受傷[13][14]。

## 6月7日
- 下午2時許，遼寧省瀋陽市皇姑區亞明農貿市場發生命案，造成3人死亡、1人受傷，死者為一家的妻子、女兒、小姨子，傷者為老公。當時一名黑衣男子持刀砍殺一家人。犯嫌與被害一家為當地商販，因惡性競爭積怨已久，雙方爆發衝突後才釀成該起命案[15]。

## 6月12日
- 上午9時，浙江省杭州市上城區江城路發生砍人事件，造成3人受傷。事發原因為一名環衛工人疑因工資問題持刀捅傷3人。官方媒體皆無報導[16]。

## 6月13日
- 天津市北辰区宜兴埠镇宜彤園15號樓於凌晨發生命案，造成3人死亡。事發原因為一名工程師因停車糾紛將鄰居一家三口砍死[17]。
- 晚间8时10分许，天津市河东区东新街道远翠中里社区13号楼5门301室、凤岐里社区6号楼2门603室发生烟花爆炸，造成3人死亡、多人受伤，伤者均为轻伤。46岁嫌疑人马姓男子已被抓获。嫌疑人使用烟花爆竹作案[18]。

## 6月14日
- 上午8时20分许[19]，內蒙古自治區赤峰市松山區玉龍街道長安小區一間店舖發生燃氣泄漏閃爆事故，造成2人死亡、4人受傷。事故原因正在調查中[20]。

## 6月15日
- 2022年亞洲運動會圣火火种于上午在浙江省杭州市余杭区良渚街道良渚古城遗址采集[21]。
- 下午2時19分，山西省吕梁市临县山西华润联盛黄家沟煤业有限公司副斜井發生工安事故，造成3人死亡、1人受傷，其中傷者1名為重傷，其餘為輕傷[22][23]。
- 阿根廷队与澳大利亚队在北京市朝阳区北京工人体育场举行足球友谊赛，比赛期间遭一名18岁邸姓男球迷闯入场内，导致比赛一度中断[24]，最終阿根廷以2比0战胜澳大利亚[25]。

## 6月16日
- 微软创始人比尔·盖茨访中并会见中共中央总书记习近平，为习近平近年来与外国商界人士的首次会晤[26]。
- 河北省秦皇島市海港區燕山大街街道建國路一间批发市场附近於晚間發生砍人事件，網傳造成7人、11人、20多人受傷，具体准确受伤人数不清楚。當時一名40多歲男子頭戴鴨舌帽，手持2把菜刀，在街上隨機砍人，都朝着头部砍，最后兇手也把自己砍伤。有网友认为兇手有精神病，因为他一直说不停，但听不清具体说什么，有时还大笑、大哭，不像正常人；也有网友认为，兇手的打扮非常干净利落，不像有病的人，可能是喝酒。犯罪嫌疑人已被逮捕，作案原因不知[27][28][29]。

## 6月21日
- 下午3时51分，四川大学在微博发布通报，公布对广州地铁“偷拍”事件的当事人、该大学研究生张薇的处分[30]。
- 晚间8时40分许，宁夏自治区银川市兴庆区民族南街富洋烧烤店发生爆炸事故，造成31人死亡、7人受伤，其中1人危重、2人中度烧伤、2人轻症、2人玻璃划伤。具体原因为烧烤操作间液化石油气泄漏引发爆炸[31]。

## 6月22日
- 上午7時55分，遼寧省營口市老邊區營口鋼鐵工廠一處高爐發生燙傷事故，造成4人死亡、5人受傷。初步原因認定為設備故障導致[32][33]。

## 6月23日
- 凌晨1時40分許，遼寧省大連市庄河市蓉花山镇東義村王嶺屯發生命案，造成6人死亡，其中死者分別為58歲哥哥王某剛、嫂子、侄子、侄媳婦、侄子的2名孩子，死者最小年紀為7歲。上午7時許，犯罪嫌疑人54歲王某波被抓獲。事發原因疑是2兄弟為了要不要在農地架棚架而引起。王某波對其將哥哥王某剛全家人殺害的犯罪事實供認不諱[34][35]。
- 下午1时51分，浙江省衢州市龙游县351国道龙游段窑三线灯控十字路口发生相撞交通事故，造成6人死亡、2人受伤[36]。

## 6月27日
- 河北省秦皇島市海港區樂購超市於下午發生砍人事件，造成1人受傷，傷者為一名公安被砍傷頭部。當時一名男子在超市內邊走邊揮舞一把疑似從鎮暴警察搶來的鋼叉，多名公安小心翼翼的跟著，並伺機向該名男子噴催淚瓦斯，但仍被男子躲開，之後被公安控制。官媒對此事件全面噤聲，網友發布的相關視頻、帖子全被刪除[37][38]。

## 6月28日
- 山西省運城市垣曲县新城鎮京小宅置傑商貿4樓北戶發生命案，造成3人死亡、1人受傷。事發原因為一名男子因家庭糾紛，殺害妻子和3個月大的兒子，並砍傷岳母。嫌疑人為28歲任姓男子，為該縣古城鎮的農民，和妻兒居住在該鎮。作案後駕駛哈弗小型普通客車逃離現場，之後公安在高速路口設卡口攔截，任姓男子開車沖卡逃走，逃到一座橋上跳河。29日，當地公安通報，任姓男子已跳河自殺，遺體已找到[39]。

## 6月29日
- 下午3時30分許，重慶市奉节县紅土鄉發生重大車禍事故，造成6人死亡、9人受傷，其中傷者均為輕傷。屬於紅土客運公司的該輛中型巴士當時包括司機載有18人，其中3人均無傷。事故原因為該輛巴士行經紅土鄉山區路段時，遭一顆崩落的巨石砸中[40]。

## 6月30日
- 下午1時50分，山西省臨汾市侯马市高村鄉侯马西站發生命案，造成1人死亡、1人受傷，其中1名男子搶救無效死亡、1名女子手術搶救中，受害者分別為35歲曹性男子、34歲連姓女子。犯罪嫌疑人為42歲朱姓男子，凶器為水果刀。犯嫌被當場制伏。連姓女子為朱姓犯嫌的妻子。案件正在調查處理中[41]。
- 晚間8時許，海南省臨高縣臨城鎮二環路附近發生砍人事件，網傳造成10多人受傷，12人受傷，4人死亡、3人受傷。嫌疑人已被控制。通報稱，“受傷人員均已送醫救治，無生命危險”，許多網民表示不相信[42][43]。